# Afi Azaratu Yakubu
Pour les articles homonymes, voir Yakubu.
Afi Azaratu Yakubu est une personnalité médiatique, productrice de documentaires et militante ghanéenne. Pour son travail sur les questions de paix et de développement durable en Afrique en général et au Ghana en particulier, elle a reçu le prix Edberg 2006 en Suède et le prix Martin Luther King Jr. 2013 pour la paix et la justice sociale,.  

## Enfance et éducation
Elle est née dans la région nord du Ghana, .  

## Carrière
Yakubu travaille comme chercheuse, défenseure des droits des femmes et de la paix depuis 1994. Elle a cofondé la Women United Against Conflict et la Savanna Women Development Foundation. Elle est également fondatrice et directrice exécutive de la Fondation pour la sécurité et le développement en Afrique (FOSDA), une organisation non gouvernementale locale. Par le biais de la FOSDA, elle a mis en œuvre différents projets axés sur la réduction des menaces à la sûreté et à la sécurité humaines au Ghana et dans la sous-région ouest-africaine,,,,.  Par exemple, depuis 2000, la FOSDA a mené une campagne sur la lutte contre l'utilisation abusive des armes légères en Afrique de l'Ouest.  

## Prix et distinctions
Les œuvres clés de Yakubu avec les droits des femmes et la paix lui ont valu des récompenses et des reconnaissances, notamment, : 
- 2004 - Personnalité Dagbon de l'année[2].
- 2006 - Prix Edberg en Suède pour son travail sur les questions de paix et de développement durable en Afrique en général et au Ghana en particulier.
- 2013 - Prix Martin Luther King Jr pour la paix et la justice sociale de l'ambassade des États-Unis d'Amérique, en reconnaissance de son travail dans la promotion de la paix et de la sécurité dans la région du Nord du Ghana[9].